# Benz 28/50 PS
Der Benz 50 PS war ein PKW der Oberklasse und wurde dem Benz 35/40 PS als nächstgrößeres Modell 1906 zur Seite gestellt. Nur 1907 gab es ein noch etwas stärker motorisiertes Modell Benz 50 PS Sport. Ab 1909 wurde der Wagen als Benz 28/50 PS angeboten.
Der Wagen war mit einem Vierzylinder-Reihenmotor mit 7430 cm³ Hubraum ausgestattet, der 50 PS (37 kW) bei 1400 min−1 entwickelte. Die Motorkraft wurde über eine Lederkonuskupplung an ein Vierganggetriebe weitergeleitet und von dort je nach Wunsch des Kunden über Ketten oder eine Kardanwelle an die Hinterräder. Die Höchstgeschwindigkeit lag bei 90 km/h. Das Sportmodell hatte einen Motor mit 8016 cm³ Hubraum, der ebenfalls 50 PS (37 kW) abgab, allerdings erst bei 1500 min−1. Dieser Wagen erreichte eine Höchstgeschwindigkeit von 115 km/h.
Das blattgefederte Fahrgestell mit Holzspeichenrädern und Luftreifen kostete ℳ 25.000,--.

## Quelle
- Werner Oswald: Mercedes-Benz Personenwagen: 1886–1986. 4. Auflage. Motorbuch-Verlag, Stuttgart 1987, ISBN 3-613-01133-6, S. 41.